# Tritonoturris paucicostata
Tritonoturris paucicostata é uma espécie de gastrópode do gênero Tritonoturris, pertencente a família Raphitomidae.